# Fuente-Álamo
Fuente-Álamo er en by og kommune i det sydøstlige Spanien i provinsen Albacete. Den har et indbyggertal på 2.417 (2024) indbyggere.